# Refija Okić
Refija Okić es una deportista yugoslava que compitió en atletismo adaptado. Ganó tres medallas en los Juegos Paralímpicos de Verano en los años 1984 y 1988.

## Palmarés internacional
| Juegos Paralímpicos | Juegos Paralímpicos                              | Juegos Paralímpicos | Juegos Paralímpicos |
| Año                 | Lugar                                            | Medalla             | Prueba              |
| ------------------- | ------------------------------------------------ | ------------------- | ------------------- |
| 1984                | Nueva York (EE. UU.) Stoke Mandeville (R. Unido) | Medalla de plata    | 400 m B1            |
| 1988                | Seúl (Corea del Sur)                             | Medalla de bronce   | 800 m B1            |
| 1988                | Seúl (Corea del Sur)                             | Medalla de bronce   | 1500 m B1           |